# Грозные ночи
«Грозные ночи» — советский художественный фильм 1960 года, снятый режиссёрами Владимиром Довганем и Александром Курочкиным
на Ялтинской киностудии.
Премьера фильма состоялась 25 января 1961 года.

## Сюжет
Фильм создан на материале героической обороны Севастополя и битвы за Крым и действий крымских партизан в годы Великой Отечественной войны (1941—1945).
В 1942 году, заблокированный с моря, Севастополь подвергается непрерывной бомбардировке и артиллерийским обстрелам, невозможна доставка ни боеприпасов, ни продовольствия. Героическая оборона длится уже 250 дней. Взять город «быстро и коротким ударом» у немцев не получается. По личному приказу Гитлера в район Бахчисарая для штурма города доставлено сверхтяжёлое орудие (прообразом послужило орудие Дора). Советскому разведчику Кожухарю поручается связаться через партизан с группой молодых подпольщиков Алупки для обнаружения местонахождение уникального сверхтяжёлого орудия. Засекреченное орудие тщательно охраняется. Патриоты решаются на исключительный по смелости шаг: ночью по отвесной скале они спускаются в Бахчисарай и берут в плен несколько немцев. Переодетым в немецкую форму разведчикам удаётся выйти из города и передать советскому командованию важные сведения. Получив данные разведки, советская авиация уничтожила смертоносное орудие.

## В ролях
- Григорий Карпов — Кожухарь
- Виктор Стрижёв — Балашов
- Игорь Жилин — Зобнин
- Анна Дубровина — Лина Зоренко
- Анатолий Пазенко — Александр Зоренко
- Н. Коцюбинский — Владимир Зоренко
- Павел Кашлаков — Шатров
- Иван Макогон — Андрей
- Константин Музыченко — командир отряда
- Даниил Нетребин — комиссар отряда
- Сергей Петров — Мауэр
- Виталий Доронин — адмирал
- Дмитрий Капка — дед
- Владимир Герцик — эпизод
- Геннадий Кирик — пленный немец
- А. Карилловский — эпизод
- Маргарита Криницына — хозяйка
- К. Мизик — эпизод
- Юрий Прокопович — Николай Иванович
- Е. Румянцев — эпизод
- С. Сорокатый — эпизод
- Василий Фущич — Курт
- А. Янельский — эпизод
- Леонид Слисаренко — связной (нет в титрах)
- Владимир Прохоров — эпизод (нет в титрах)

В СССР фильм посмотрело 25 800 000 зрителей.

## Съёмочная группа
- Режиссёры — Александр Курочкин, Владимир Довгань
- Сценаристы — Александр Курочкин, Владимир Довгань, Георгий Северский
- Операторы — Юрий Малиновский, С. Горбачев
- Композитор — Юрий Щуровский
- Художник — Пётр Слабинский

## Прообраз событий фильма
Дебют в кинематографе в качестве сценариста писателя, в годы войны заместителя командира Партизанского движения Крыма, подполковника в отставке Л. Г. Северского. Сценарий использовал только общую канву событий и является чисто художественным произведением. Звук выстрела орудия был слышен на расстоянии до 30 км, а пороховые газы поднимались на высоту более 150 метров, поэтому локализовать район стрельб было относительно несложно, однако ни партизанам, ни советским разведгрупам приблизиться к артиллерийской позиции из двойных железнодорожных путей прорезанных в пологих отрогах горы Узун-Сырт между Бахчисараем и Дуванкоем не удалось. С учётом зенитного прикрытия реального орудия Дора и дальности подлёта бомбардировочной авиации со стороны Кавказа нанести ему вред ВВС РККА также не удалось.